# Vitis aestivalis
Espèce
Classification APG III (2009)
Vitis aestivalis est une espèce d'arbrisseaux sarmenteux de la famille des Vitaceae. Elle est cultivée pour ses fruits en grappes. Ses raisins possèdent un goût foxé. Elle est originaire d'Amérique du Nord. 

## Cultivars et hybridations
De nombreux croisements ont été réalisés avec des espèces américaines pour obtenir des porte-greffes ou des hybrides. Certains hybrides font encore l'objet d'une culture importante :
- Jacquez
- Herbemont
- Bailey
- Duchess
- Delaware
- Catawba ainsi que de nombreux hybrides d'Albert Seibel.

## Noms viticoles
Vitis aestivalis est connu sous les noms d'« American Grape Vine, Bunch Grape, Chicken Grape, Common Blue Grape, Duck-sho grape, Little Grape, Pigeon Grape, Rusty Grape, Small Grape, Sommerrebe, Sour Grape, Summer Grape, Swamp Grape, Winter Grape, vigne d'été et Uva Trepadora ».

## Rites
Vitis aestivalis faisait partie des rites religieux du peuples des Cherokee.